# Crassula venezuelensis
Crassula venezuelensis är en fetbladsväxtart som först beskrevs av Steyermark, och fick sitt nu gällande namn av Bywater och Wickens. Crassula venezuelensis ingår i släktet krassulor, och familjen fetbladsväxter. Inga underarter finns listade i Catalogue of Life.